# Yongsan-myeon, Yeongdong-gun
Yongsan-myeon (koreanska: 용산면) är en socken i kommunen Yeongdong-gun i provinsen Norra Chungcheong i den centrala delen av Sydkorea, 160 km sydost om huvudstaden Seoul.